# Bauchrippe
Bauchrippen sind Skelettstrukturen im unteren Bauchbereich, die häufig bei Theropoden vorkamen und sich bei den rezenten Arten nur noch bei Krokodilen (Crocodylia) und Brückenechsen (Sphenodon) finden.
Wegen ihrer Lage nennt man Bauchrippen auch Gastralia (Singular Gastrale), altgriechisch γαστήρ gaster, deutsch ‚Bauch‘. Es handelt sich um ventrale Reste eines Hautknochenpanzers, die nicht mit dem restlichen Skelett verbunden sind.

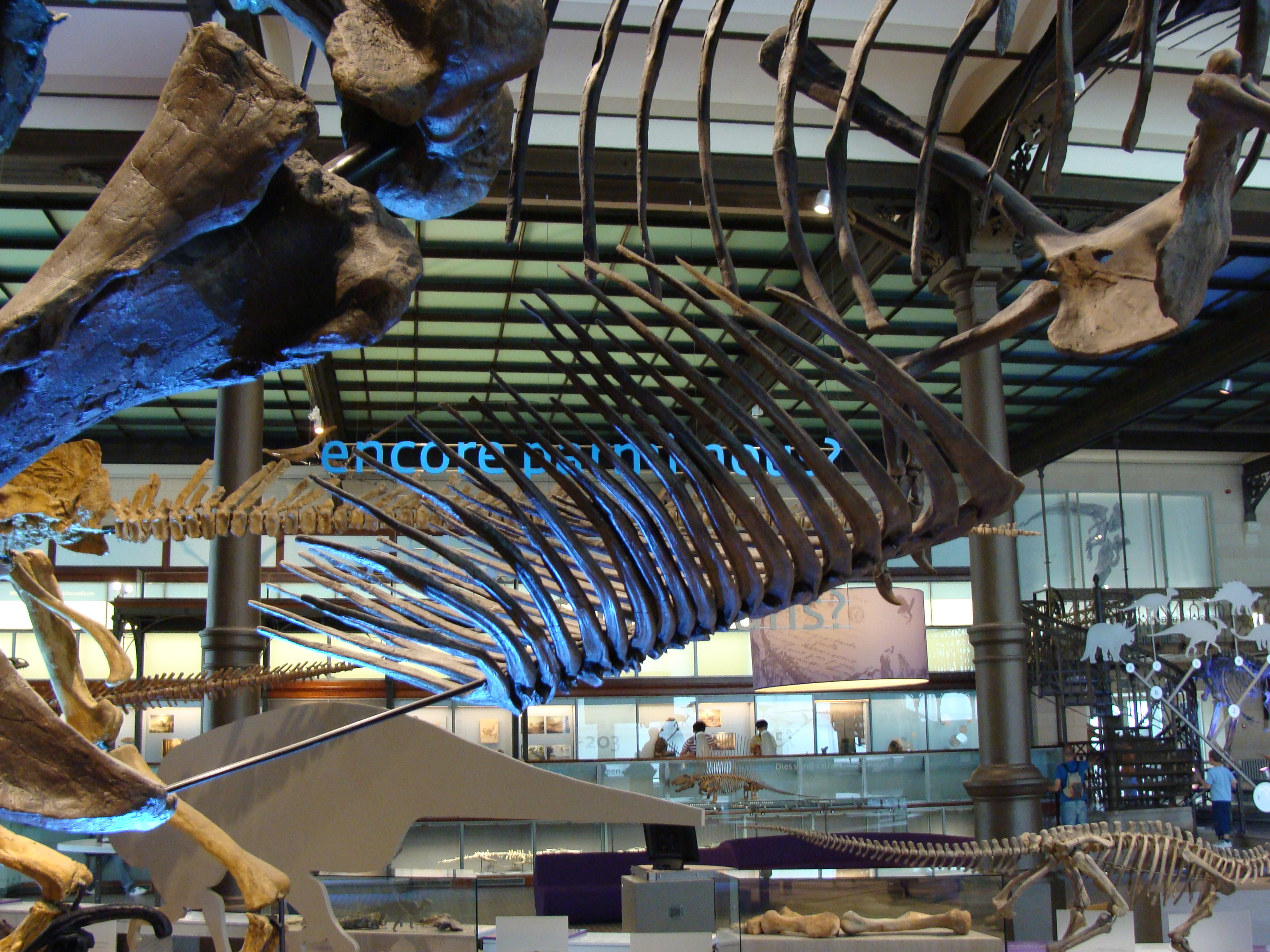
Gastralia bei Tyrannosaurus

Der Gastrialalapparat bei Prosauropoda und Echsenbeckensauriern besteht aus acht bis zwanzig metameren bogenförmigen Reihen, die aus vier oder, je nach Verwachsung, weniger Knochen bestehen. Man unterscheidet mediane (zur Mitte hin liegende) und laterale (am Rand liegende) Knochen. Bei medianer Verwachsung liegen nur drei Knochen pro Reihe vor, bei zusätzlicher lateraler Verwachsung nur einer. Letzteres ist häufig bei den kranialen und kaudalen Reihen der Fall. Die Knochen einer Reihe und die Reihen untereinander können gelenkartig verbunden sein, eine Verbindung zum restlichen Skelett besteht nicht.
Dinosaurier-Gastralia wurden erstmals 1838 von Eudes-Deslongchamps bei Poekilopleuron bucklandii beschrieben, jedoch ohne sie als dermale Knochen erkannt zu haben. Daher wird die auf Osborn zurückgehende Beschreibung der Gastralia eines Tyrannosaurus rex aus dem Jahre 1906 oft als Erstbeschreibung angeführt. Nach Osborns Wiederentdeckung wurden Gastralia bald bei theropoden und prosauropoden Taxa gefunden. 1994 wurden Gastralia auch in Sauropoden beschrieben (Apatosaurus). Rezente Vögel haben keine Gastralia mehr, wohl aber ihre Vorläufer wie Archaeopteryx oder Confuciusornis. Gastralia wurden auch beim Urvogel Sinoris santensis beschrieben. Dieses archaisch erhaltene Merkmal scheint keinen Einfluss auf Flug oder Sitzhaltung zu haben, gilt aber als zusätzlicher Hinweis, in den Theropoden die nächsten Verwandten der Vögel zu sehen.

Kürassieratmung bei Theropoden und frühen Vögeln: A Inspiration, B Exspiration. Durch die Spreizung der Bauchrippen wird der Bauchraum seitlich erweitert bzw. verengt. Ansicht ventral. Nach Carrier & Farmer (2000).

Traditionell werden den Gastralia Schutz- und Unterstützungsfunktion des Viszeralbereichs zugeschrieben. Wie nebenstehende Skizze verdeutlicht, könnte mittels der Gastralia die Form des Bauchraums gesteuert und damit die Atmung unterstützt worden sein. Die heutige Vogelatmung kann möglicherweise darauf zurückgeführt werden, wie im Artikel Luftsack (Vogel) ausgeführt wird.

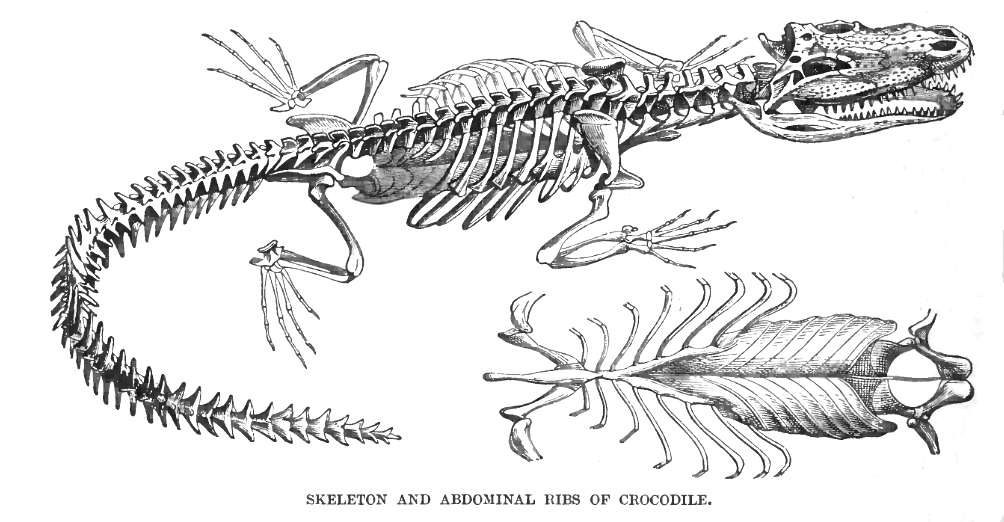
Gastralia eines Krokodils

Gastralia finden sich nur bei wenigen rezenten Arten, den Brückenechsen und den Krokodilen. Bei den Krokodilen finden sich Paare geschwungener Knochenspangen auf der Bauchseite, acht Paare bei Echten Krokodilen, sieben Paare bei Alligatoren. Diese sind median nicht verwachsen, aber durch Bindegewebe verbunden.